# Cybill
 (août 2022).
Pour les articles ayant des titres homophones, voir Sybil, Sibyl et Sibylle (homonymie).
Cybill est une série télévisée américaine en 87 épisodes de 23 minutes, créée par Chuck Lorre et diffusée entre le 2 janvier 1995 et le 13 juillet 1998 sur le réseau CBS.
En France, la série a été diffusée sur Téva.

## Synopsis
Cybill, une actrice âgée d'une cinquantaine d'années, reléguée à des rôles de second plan, tente par tous les moyens de relancer sa carrière à Hollywood.

## Distribution
- Cybill Shepherd (VF : Annie Sinigalia) : Cybill Sheridan
- Christine Baranski (VF : Pascale Vital) : Maryann Thorpe
- Alicia Witt (VF : Patricia Legrand) : Zoey Woodbine
- Tom Wopat (VF : Gabriel Le Doze) : Jeff Robbins (1995-1996)
- Dedee Pfeiffer (VF : Brigitte Aubry) : Rachel Blanders (1995-1997)
- Ray Baker : Dr Richard Thorpe (1997-1998)

## Récompenses
- Emmy Award 1995 : Meilleure actrice dans un second rôle pour Christine Baranski
- Emmy Award 1995 : Meilleure direction artistique pour l'épisode Vierge, mère et croulante
- Emmy Award 1996 : Meilleurs costumes pour l'épisode Les Frasques de Zoey
- Golden Globe Award 1996 : Meilleure série comique
- Golden Globe Award 1996 : Meilleure actrice dans une série comique pour Cybill Shepherd

## Épisodes

### Première saison (1995)
1. Vierge, mère et croulante (Virgin, Mother, Crone)
2. Le Club des ex-maris (How Can I Call You My Ex-Husbands If You Won’t Go Away?)
3. Sous les feux des projecteurs (As the World Turns to Crap)
4. L'union fait la force (Look Who’s Stalking)
5. Le Dernier des mocassins (Starting on the Wrong Foot)
6. Une nuit à Las Vegas (Call Me Irresponsible)
7. Plus dure sera la chute (See Jeff Jump. Jump, Jeff, Jump!)
8. Nuages à l'horizon (The Curse of Zoey)
9. Interchangeables (The Replacements)
10. En cas de mort (Death and Exes)
11. La Dernière Tentation de Cybill (The Last Temptation of Cybill)
12. La Nuit de tous les dangers (The Big Sleep-Over)
13. Je t'aime moi non plus (The Cheese Stands Alone)

### Deuxième saison (1995-1996)
1. La Quête de Cybill (Cybill Discovers the Meaning of Live)
2. Le Déclic (Zing!)
3. L'enfant qui venait du froid (Since I Lost My Baby)
4. Histoire d’eau (Cybill with an “S”)
5. Le Jour de gloire (Cybill’s Fifteen Minutes)
6. Les Petits Boulots (Nice Work If You Can Get It)
7. La Chèvre et la Faisan (To Sir, with Lust)
8. Thanksgiving : une mère indignée (They Shoot Turkeys, Don’t They?)
9. La Fille de la steppe (Local Hero)
10. La muse s’amuse (The Odd Couples)
11. Cybill rat d'hôtel (Mourning Has Broken)
12. À nous deux New-York (The Big Apple Can Bite Me)
13. Secrets et mensonges (Educating Zoey)
14. Les Frasques de Zoey (Where’s Zoey)
15. Être ou paraître (Lowenstein’s Lament)
16. Pour qui sonnent les cloches (Wedding Bell Blues)
17. Un agent très spécial (A Who’s Who for What’s-His-Name)
18. À la recherche du dinosaure (Romancing the Crone)
19. Un détective spécial (An Officer and a Thespian)
20. Ah, les hommes ! (Virgin, Mother, Cheater)
21. Certaines l'aiment chaud (When You’re Hot, You’re Hot!)
22. Au secours maman (Pal Zoey)
23. Trois femmes vers leur destin (Three Women and a Dummy)
24. Les Clowneries de Cybill (Going out with a Bang)

### Troisième saison (1996-1997)
1. Un amour de cochon (Bringing Home the Bacon)
2. Zoey quitte le nid (Venice or Bust)
3. Cybill au Japon (Cybill and Maryann Go to Japan)
4. Le Grand Jour (It’s For You, Mrs. Lincoln)
5. Légitime défense (Cybill, Get Your Gun)
6. Classé X (Cybill Does Diary)
7. Sexe, drogue et catholicisme (Sex, Drugs and Catholicism)
8. Les Formes de la vie [1/2] (Going to Hell in a Limo [1/2])
9. Les Formes de la vie [2/2] (Going to Hell in a Limo [2/2])
10. Les Anciens de Buffalo (Buffalo Gals)
11. Oh ! Quel Noël ! (A Hell of a Christmas)
12. Le Rituel (The Little Drummer Girls)
13. Strip-tease et travesti (Bachelor Party)
14. L'Âge de sa mère (Little Bo Beep)
15. Dans tes rêves Cybill ! (In Her Dreams)
16. Cybill se déchaîne (Valentine's Day)
17. Embrasse-moi idiot (Kiss Me, You Fool)
18. Confessions (True Confessions)
19. Devinez le tube (Name That Tune)
20. Une belle-mère en or (From Boca, with Love)
21. Touche pas à ma pub (All of Me)
22. Le Mariage (The Wedding)
23. L'Audition (The Piano)
24. Il était une fois une vieille femme (There was an Old Woman)
25. La Fête des mères (Mother’s Day)
26. Vengeance (Let’s Stalk)

### Quatrième saison (1997)
1. Titre français inconnu (Regarding Henry)
2. Titre français inconnu (The Love of Her Life)
3. Titre français inconnu (The Big, Flouncy Thing)
4. Titre français inconnu (Some Like It Hot)
5. Titre français inconnu (Like Family)
6. Titre français inconnu (Earthquake)
7. Titre français inconnu (Halloween)
8. Titre français inconnu (Where's a Harpoon When You Need One)
9. Titre français inconnu (How to Get Ahead in Show Business)
10. Titre français inconnu (Grandbaby)
11. Titre français inconnu (The Golden Years)
12. Titre français inconnu (Show Me the Minnie)
13. Titre français inconnu (Bakersfield)
14. Titre français inconnu (Once, Twice, Three Times a Lady)
15. Titre français inconnu (Cybill Sheridan's Day Off)
16. Titre français inconnu (Fine is Not a Feeling)
17. Titre français inconnu (Oh Brother!)
18. Titre français inconnu (Whose Wife Am I, Anyway?)
19. Titre français inconnu (Dream Date)
20. Titre français inconnu (Farewell, My Sweet)
21. Titre français inconnu (Daddy)
22. Titre français inconnu (Don Gianni)
23. Titre français inconnu (Cybill in the Morning)
24. Titre français inconnu (Ka-Boom!)